# NGT48のにいがったフレンド!
『NGT48のにいがったフレンド!』は、2017年1月17日から2019年3月26日まで毎週火曜0時59分 - 1時29分（月曜深夜）にテレビ新潟で放送されていたバラエティ番組。地上波テレビとしてはNGT48初の単独冠番組である。通称、がたフレ。

## 概要
NGT48のメンバー（基本的に3人）とロッチの2人が新潟県の街の人々とふれあいながら、その街の良さを学んでいくロケバラエティ番組。
番組終了から3年後の2022年2月1日（1月31日深夜）より、同じテレビ新潟キーステーション、NGT48メイン。ロッチMCによる『ロッチ×NGT48のアイドルってなんだ?』がスタートし、2年10か月ぶりにNGT48の冠番組が復活した。

## 出演者
- ロッチ（中岡創一・コカドケンタロウ）
- NGT48

## ネット局
| 放送期間                       | 放送時間                     | 放送局                    | 対象地域 | 備考                    |
| ------------------------------ | ---------------------------- | ------------------------- | -------- | ----------------------- |
| 2017年1月17日 - 2019年3月26日  | 火曜 0:59 - 1:29（月曜深夜） | テレビ新潟（TeNY）        | 新潟県   | 製作協力 日本テレビ系列 |
| 2017年10月3日 - 2019年3月26日  | 火曜 1:40 - 2:10（月曜深夜） | チューリップテレビ（TUT） | 富山県   | TBS系列                 |
| 2018年10月4日 - 2019年3月28日  | 木曜 1:00 - 1:30（水曜深夜） | テレビ埼玉（TVS)          | 埼玉県   | 独立局                  |
|                                |                              | 青森テレビ（ATV）         | 青森県   | TBS系列                 |
| 2018年11月24日 - 2019年3月30日 | 土曜 1:25 - 1:55（金曜深夜） | テレビユー山形（TUY）     | 山形県   | TBS系列                 |

単発・不定期
- 近畿広域圏：関西テレビ（KTV、フジテレビ系列）[注 5]

## エンディングテーマ
- 青春時計（第11回 - 第19回、第21回 - 第42回）
- 世界はどこまで青空なのか?（第43回 - 第62回）
- 春はどこから来るのか?（第63回 - 第84回）
- 世界の人へ （第85回 - 第89回、第91・92回、第95回 - ）
- 泣きべそかくまで（第90・93回）
- 今日は負けでもいい（第94回）

## スタッフ
- 企画：秋元康
- ナレーター：有島モユ
- 構成：安部裕之、水野将良
- CAM：渡部公臣
- 音効：玉置裕介
- タイトル : 関直宏
- メイク・衣装：オサレカンパニー
- 編集：西牟田吉義
- 編集アシスタント：坂本昇太
- MA：志村武浩
- 撮影協力：SWISH JAPAN、グリップ、NouvellAge、PUTBALSOUND
- 協力：Y&N Brothers、AKS
- AD：小田義和、辻将太、川崎真弥、岡本有貴、藤崎祥人
- AP：羽場愛、坂本加恵
- ディレクター：山本健太、石尾彰弘、倉橋雄亮
- 演出：佐藤英輔
- プロデューサー：工藤浩之、長尾真、伊藤秀記
- 製作協力：K-max、テレビ新潟
- 製作：ソニー・ミュージックレーベルズ